# Gukhwado
Gukhwado är en bebodd ö i Sydkorea.  Den ligger i provinsen Gyeonggi, i den nordvästra delen av landet, 70 km sydväst om huvudstaden Seoul.